# در آسمان (فیلم)
در آسمان (به تامیلی: Kaatru Veliyidai) فیلمی محصول سال ۲۰۱۷ و به کارگردانی مانی راتنام است. در این فیلم بازیگرانی همچون کارتی، ادیتی رائو حیدری، کی.پی.ای.سی. لالیتا و شرادها سرینات ایفای نقش کرده‌اند.